# Szczelina przeciwlotnicza

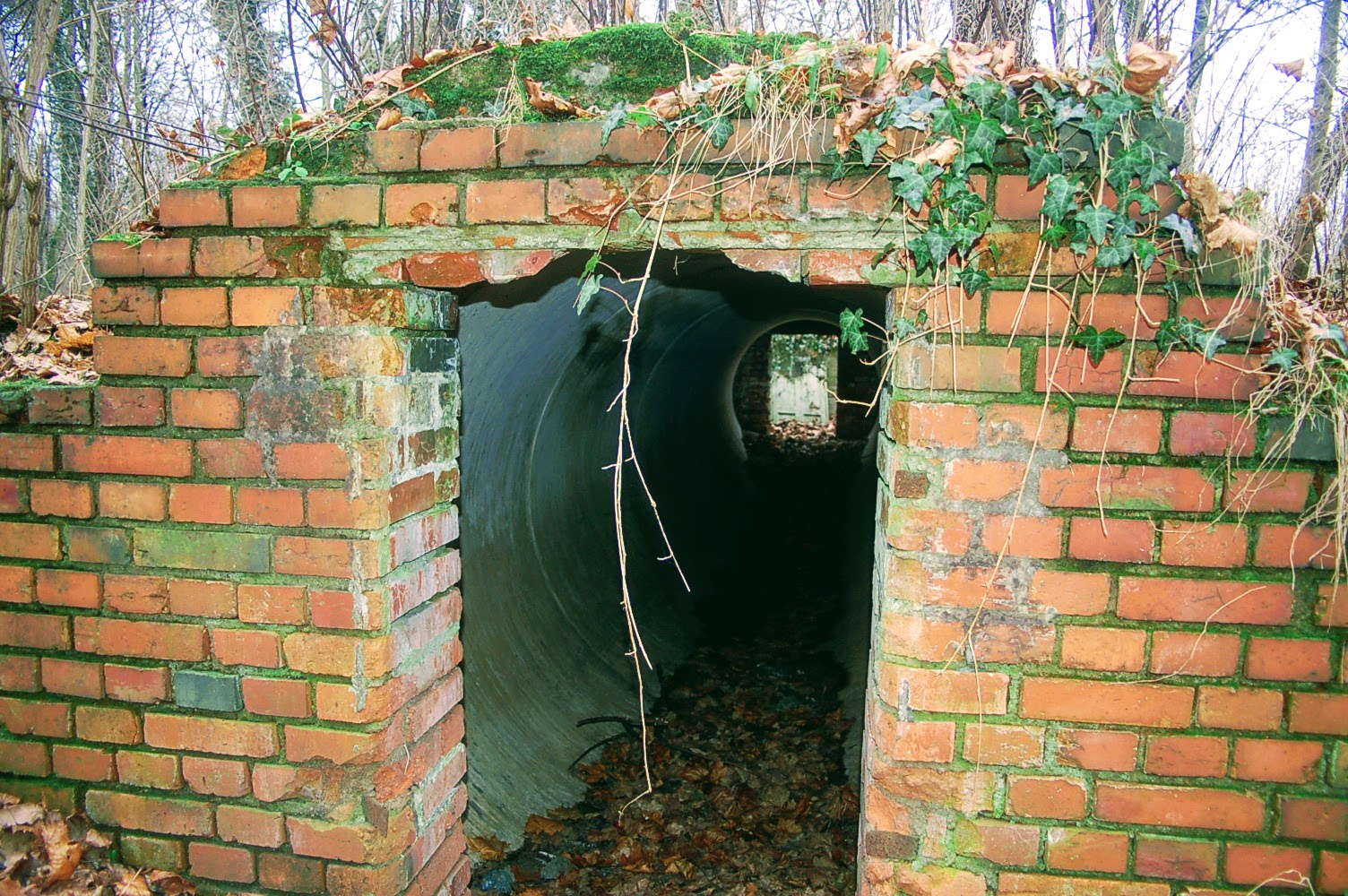
Szczeliny przeciwlotnicze przy dawnej hucie w Parku Huta w Szprotawie-Iławie

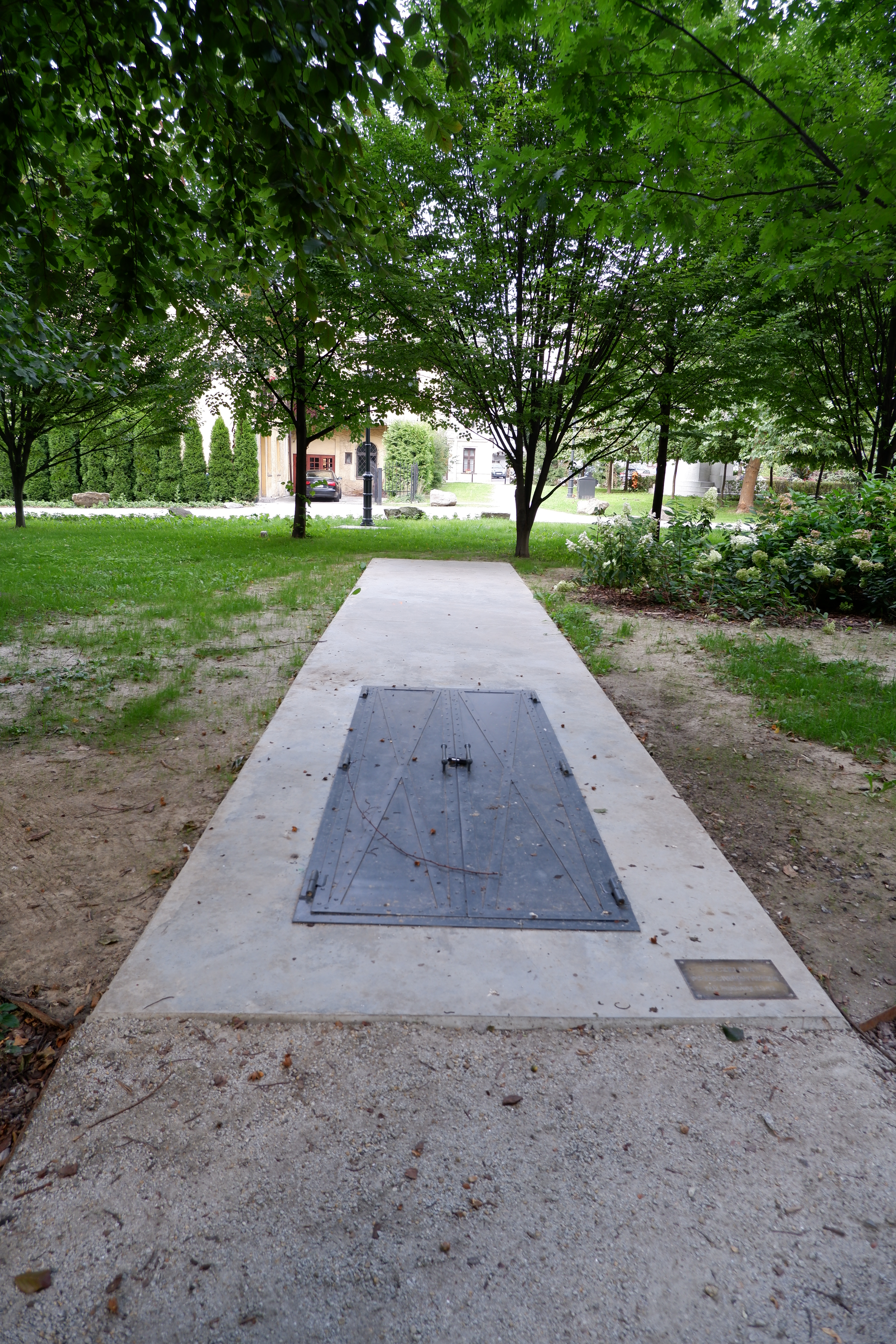
Szczelina przeciwlotnicza z 1941 roku w parku koło ratusza w Bielsku-Białej

Szczelina przeciwlotnicza – tymczasowa bądź stała budowla ochronna, wykonywana zazwyczaj w okresie bezpośrednio poprzedzającym wybuch działań wojennych lub w okresie tych działań. Obiekty te mogą mieć różne kształty. Zwykle jest to długi i wąski tunel w kształcie zygzaka. Lokalizuje się je w odległości najwyżej 150 m od budynków mieszkalnych, ale nie bliżej niż 1/2 ich wysokości plus 3 m. Odległość ta ma zabezpieczyć szczeliny przed zagruzowaniem w wypadku zawalenia się budynku. Powinny być rozmieszczane w parkach, na terenie zieleńców lub skwerów. W szczelinach stosuje się wentylację typu grawitacyjnego. W tym celu używa się rur stalowych (lub innych) o przekroju 10–12 cm. Górna część rury powinna być zagięta (w kształcie fajki). Wlot powietrza znajduje się w odległości około 40 cm od podłogi, natomiast wylot powinien być wykonany wyżej. Każdy otwór powinien być zaopatrzony w odpowiednie zamknięcie, którym w razie alarmu chemicznego lub promieniotwórczego zamyka się te otwory.
- Tymczasowa szczelina przeciwlotnicza jest specjalnie wykopanym i oszalowanym rowem przykrytym belkami drewnianymi lub żelbetowymi prefabrykatami. Choć odporność na nadciśnienie jest o wiele niższa od szczelin typu stałego, to jednak takie ukrycia mogą spełnić w wielu przypadkach swą rolę, a ponadto są tańsze i prostsze w budowie, której może podołać w skali masowej ludność bez fachowego przygotowania.

- Stała szczelina przeciwlotnicza w odróżnieniu od tymczasowej wykonana jest w całości z żelbetu, choć spotyka się również konstrukcje ceglane z żelbetowym stropem. Budowle tego typu są zazwyczaj płytko zagłębione i przysypane warstwą ziemi. Stałe szczeliny posiadają przynajmniej dwa wejścia (wyjścia) z przedsionkami gazoszczelnymi. Od głównego tunelu mogą prostopadle odchodzić niewielkie nisze, w których instaluje się urządzenia sanitarne oraz techniczne.

Szczeliny przeciwlotnicze budowano na skalę masową w czasie II wojny światowej oraz przed wojną. Obecnie większość zachowanych tego typu obiektów ma znaczenie wyłącznie historyczne. Utrzymywane w pełnej gotowości przez Obronę Cywilną stałe szczeliny przeciwlotnicze znajdują się m.in. w Lęborku, Ustce i Rybniku. Niektóre jak np. szczelinę w Wodzisławiu Śląskim czy dawne przyzakładowe szczeliny w Szprotawie-Iławie można zwiedzać.

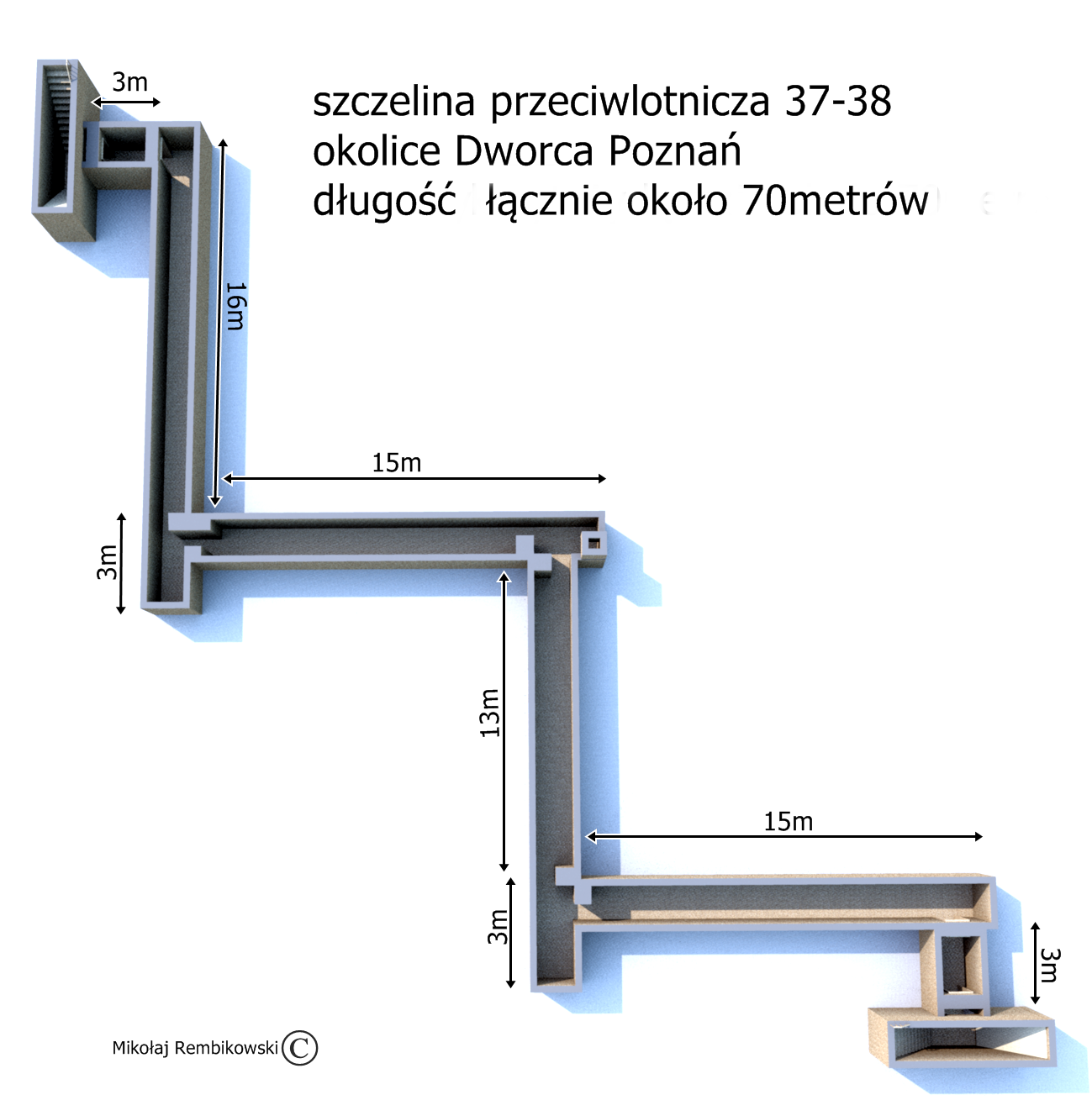
Jedna z trzech szczelin przeciwlotniczych zlokalizowana w Parku Marcinkowskiego w Poznaniu
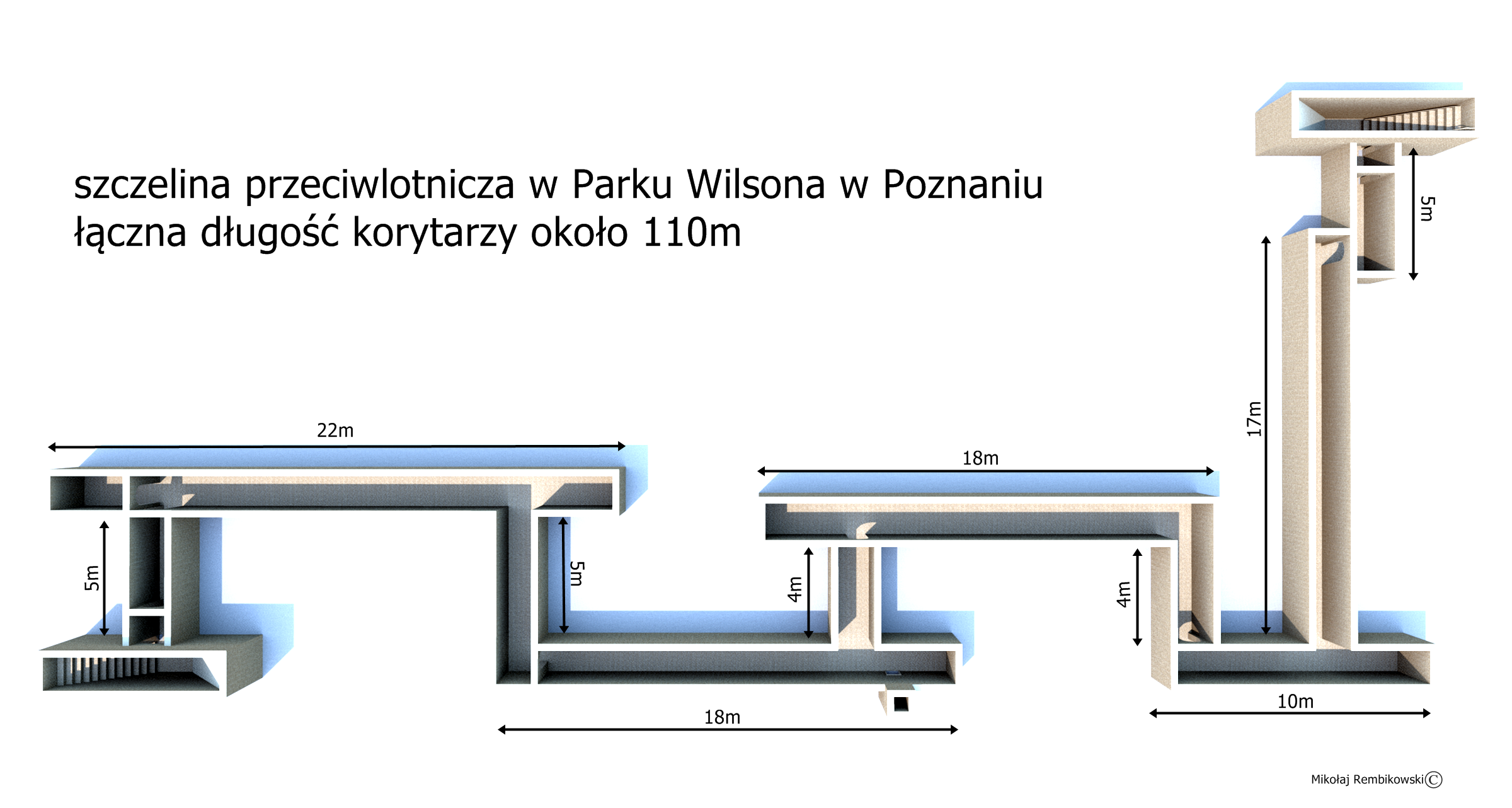
Plan szczeliny w Parku Wilsona w Poznaniu (udostępnionej do zwiedzania)
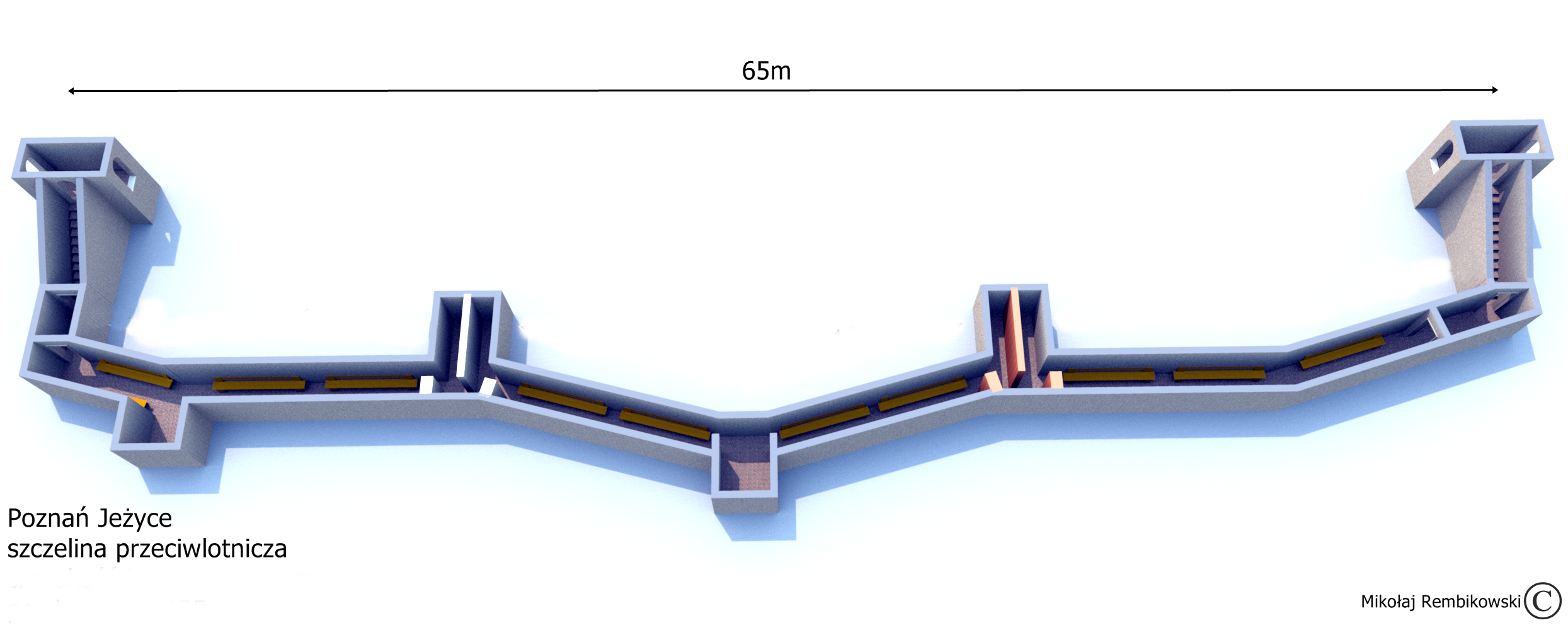
Szczelina o nietypowym, skośnym ułożeniu korytarzy